# Мораторий на полемику Мартина Лютера (1519)
Мораторий на полемику Мартина Лютера – результат переговоров папского комиссара Карла фон Мильтице с Мартином Лютером в городе Альтенбурге в январе 1519 года.

## Предыстория
С 1516 года в городах, расположенных по берегам Эльбы, стали появляться продавцы папских индульгенций. Процесс продажи основывался на тезисе, что якобы Иисус Христос и святые совершили значительно больше добрых дел для спасения душ, чем следовало. Из-за этого образовались «Сокровища церкви» — избыток блага. Якобы вследствие этого у папы возникло право на распределение «Сокровищ церкви». Продажа индульгенций превратилась фактически в коммерческое предприятие, повлёкшее «ряд грубейших злоупотреблений».

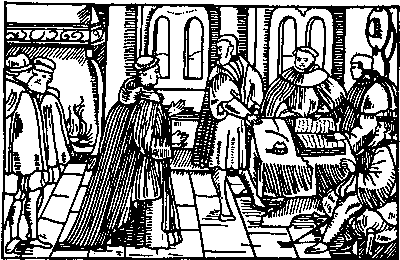
Мартин Лютер и кардинал Каэтана

Мартин Лютер в своих «95 тезисах» резко выступил против указанного произвола. Он провозгласил: «Господь и сын его  Иисус Христос говорят: покайтесь, вся жизнь верующих на земле является постоянным и непрестанным покаянием. Истинным сокровищем Церкви является слово Евангелие».
В самом Риме этот эпизод не произвёл особого впечатления. Однако, проходило время, а полемика вокруг тезисов не утихала, и папа Лев X решил послать своего представителя, кардинала Каэтана, на Аугсбурский сейм с целью искоренить «новую ересь».
Максимильан I и курфюрст Фридрих Саксонский встретили кардинала «весьма сдержанно»: для императора оппозиция Лютера к папе приходилась как нельзя более кстати. Учитывая обстоятельства, Каэтана вместо призыва к Лютеру «отправиться в Рим для ответа», решил пригласить его к себе в Аугсбург для беседы. Лютер, не помышляя об отречении, явился к римскому легату и пал лицом. Возможно, человек поискуснее Каэтана, побудил бы Лютера к уступчивости. Однако, Лютер увидел в нём высокомерие и легкомысленность к слову Евангелия, за которое готов был умереть. Легат предложил изменить некоторые положения тезисов и подписать «revoco» (отрекаюсь). Лютер отказался от предложения и подтвердил свои положения цитатами из Евангелия. Диспут приобрёл резкий и неприязненный характер. Лютер решил прервать общения и в тайне покинуть Аугсбург, вернуться в  Виттенберг.

## Мораторий
В Риме осознали, что не так-то просто восстановить курфюрста Саксонского против Лютера. Фридрих гордился, что в его университете имеется такой талантливый преподаватель. Вместо ожидаемой буллы с отлучением от церкви из Рима в Альтенбург прибыл саксонский подданый, папский комиссар Карл фон Мильтице с целью убедить Лютера в приостановлении споров. По прибытии он с гневом обрушился на продавца индульгенций Тецеля, а затем вступил в переговоры с Лютером. Он «ловко дал понять, что от Лютера требуется только одно: молчание – пока молчат противники. Пусть это дело, так само собой и затухнет». Наступил перерыв в полемике: Лютер вновь вернулся к преподаванию, а  Римская курия готова была ещё более смягчить отношение к Лютеру.

## Конец  моратория
Однако, в конце июня 1519 года дело приняло другой оборот. Стало невозможно замять или потушить полемику. Инициатором церковной распри стал не сам Лютер, а «величайшая глупость» доктора Иоганна Экка, который в большом академическом собрании Лейпцига решил затеять при посредничестве Лютера публичный диспут (Лейпцигский диспут) с виттенбергским преподавателем Андреем  Боденштайном по очень щекотливому вопросу, как «пределы папской власти», в период, когда каждая искра в религиозных умах была способна произвести пожар.